# 志田真木
志田 真木（しだ まき、1970年10月23日 - ）は、日本の琉球舞踊家。

## 経歴
1970年東京都生まれ。母は琉球舞踊重踊流宗家の志田房子。幼少の頃より志田房子に師事。武蔵野大学付属千代田高等学院を経て、1994年沖縄県立芸術大学音楽学部卒業、1996年沖縄県立芸術大学大学院舞台芸術専攻修了。
1990年からは、人間国宝の島袋光史の下で太鼓及び組踊小道具製作を学ぶ。2009年琉球舞踊重踊流二世宗家襲名。琉球王朝期から受け継がれる古典作品の継承と母である志田房子の創作作品の体現者として国内外の舞台で上演している。
2005年から、琉球舞踊「真木の会」と題したリサイタルを東京都内で定期的に開催。2015年11月にセルリアンタワー能楽堂（東京都渋谷区）で開催された琉球舞踊「真木の会」には、当時の天皇・皇后（現：上皇・上皇后）が訪れ、琉球舞踊を鑑賞した。
沖縄県の酒造メーカー比嘉酒造の泡盛「残波」のCM出演や雑誌モデルのほか、2022年には、NHK連続テレビ小説「ちむどんどん」にて舞踊指導を担当した。

## 受賞歴
2005年（平成17年）第60回記念文化庁芸術祭新人賞
2009年（平成21年）第64回文化庁芸術祭優秀賞
2015年（平成27年）第70回文化庁芸術祭大賞
2019年（平成31年）全国舞踊コンクール優秀指導者賞
2020年（令和2年）文化庁文化交流使任命
2023年（令和5年）第73回芸術選奨文部科学大臣賞